# Kabinett Späth III
Das Kabinett Späth III regierte in der 9. Wahlperiode des Landtags Baden-Württemberg das Land Baden-Württemberg.
| Amt                                                                                         | Name                                   | Partei | Partei |
| ------------------------------------------------------------------------------------------- | -------------------------------------- | ------ | ------ |
| Ministerpräsident                                                                           | Lothar Späth                           |        | CDU    |
| Stellvertretender Ministerpräsident                                                         | Gerhard Weiser                         |        | CDU    |
| Minister für Ernährung, Landwirtschaft, Umwelt und Forsten                                  | Gerhard Weiser                         |        | CDU    |
| Inneres                                                                                     | Dietmar Schlee                         |        | CDU    |
| Wissenschaft und Kunst                                                                      | Helmut Engler                          |        | CDU    |
| Kultus und Sport                                                                            | Gerhard Mayer-Vorfelder                |        | CDU    |
| Justiz und Bundesangelegenheiten                                                            | Heinz Eyrich                           |        | CDU    |
| Finanzen                                                                                    | Guntram Palm                           |        | CDU    |
| Wirtschaft, Mittelstand und Technologie                                                     | Rudolf Eberle (bis 17. November 1984)  |        | CDU    |
| Wirtschaft, Mittelstand und Technologie                                                     | Martin Herzog (ab 11. Dezember 1984)   |        | CDU    |
| Arbeit, Gesundheit, Familie und Sozialordnung                                               | Barbara Schäfer                        |        | CDU    |
| Umwelt                                                                                      | Erwin Vetter (ab 1. Juli 1987)         |        | CDU    |
| Staatssekretär im Innenministerium                                                          | Robert Ruder                           |        | CDU    |
| Staatssekretär im Ministerium für Ernährung, Landwirtschaft, Umwelt und Forsten             | Roland Gerstner (bis 30. Juni 1987)    |        | CDU    |
| Staatssekretär im Umweltministerium                                                         | Werner Baumhauer                       |        | CDU    |
| Politischer Staatssekretär im Staatsministerium                                             | Matthias Kleinert (bis 8. Januar 1988) |        | CDU    |
| Politischer Staatssekretär im Innenministerium                                              | Alfons Maurer                          |        | CDU    |
| Politischer Staatssekretär im Ministerium für Kultus und Sport                              | Theo Balle                             |        | CDU    |
| Politischer Staatssekretär im Ministerium für Wissenschaft und Kunst                        | Norbert Schneider                      |        | CDU    |
| Politischer Staatssekretär im Justizministerium                                             | Eugen Volz                             |        | CDU    |
| Politischer Staatssekretär im Finanzministerium                                             | Heinz Heckmann                         |        | CDU    |
| Politischer Staatssekretär im Ministerium für Ernährung, Landwirtschaft, Umwelt und Forsten | Ventur Schöttle                        |        | CDU    |
| Politischer Staatssekretär im Ministerium für Arbeit, Gesundheit, Familie und Sozialordnung | Hermann Mühlbeyer                      |        | CDU    |
| Staatssekretär im Staatsministerium und Bevollmächtigter des Landes beim Bund               | Gustav Wabro                           |        | CDU    |
| Staatssekretär im Staatsministerium                                                         | Lorenz Menz (ab 1. Januar 1988)        |        | CDU    |